# Friedrich Maurer
Friedrich Maurer, avstrijski rokometaš, * 18. junij 1912, † 10. julij 1958.
Leta 1936 je na poletnih olimpijskih igrah v Berlinu v sestavi avstrijske rokometne reprezentance osvojil srebrno olimpijsko medaljo.